# جونزالو ماسترياني
جونزالو ماسترياني (بالإسبانية: Gonzalo Mastriani) (28 أبريل 1993 بمونتفيدو في الأوروغواي - ) هو لاعب كرة قدم أوروغواني في مركز الهجوم. شارك مع منتخب الأوروغواي تحت 20 سنة لكرة القدم. أما مع النوادي، فقد لعب مع نادي بارما ونادي غوريتسا ونادي كروتوني ونادي رينتيستاس ونادي أولهانينسي ونادي سيرو.

## روابط خارجية
- جونزالو ماسترياني على موقع قاعدة بيانات كرة القدم.إي يو (الإنجليزية)
- جونزالو ماسترياني على موقع Soccerway.com (الإنجليزية)
- جونزالو ماسترياني على موقع عالم كرة القدم.نت (الإنجليزية)
- جونزالو ماسترياني على موقع AS.com (الإسبانية)